# Јован VIII Палеолог
Јован VIII Палеолог (грч. Ίωάννης Η' Παλαιολόγος; Цариград, 18. децембар 1392 — Цариград, 31. октобар 1448) је био претпоследњи византијски цар и владао је од 1425. до 1448. године.
Био је син и наследник цара Манојла II и царице Јелене Драгаш. Покушао је да спасе Византију од турског освајача, тражећи ослонца код папе и на Западу (Фирентинска унија, 1439. године, у време патријарха Јосифа II), али сви ти покушаји су били узалудни. Наследио га је брат цар Константин XI Палеолог Драгаш.
Женио се три пута, трећа жена је била царица Марија Велика Комнина Палеологина.

## Младост
У марту 1416. године, по жељи свог оца, постао је морејски деспот и помоћник свом брату деспоту Теодору II у деспотовању. Јован је објавио рат латинској кнежевини Ахаји. Кнез Центурионе II Захарија је изгубио највећи део својих поседа, само је интервенција Млетачке републике спасила кнежевину Ахају.

## Очев савладар
Јован је 19. јануара 1421. године крунисан за очевог савладара, док му се отац цар Манојло II повукао са политичке сцене и замонашио.
Цар - савладар Јован VIII је искористио смрт турског султана Мехмеда I и као кандидата за престо истакао свог кандидата Мустафу, брата претходног султана Мехмеда I, због његових обећања. У борби за престо Мустафа се хтео, сем на Грке, ослонити и на Србе и упутио је стога једно посланство у Србију. Али деспот Ђурађ није желео да уђе с њима ни у какве преговоре. Без те јаче помоћи Мустафа није могао да истраје у борби за престо и заробљен је у Једрену 1422. године.
Кад се нови султан Мурат II утврдио на престолу одлучио је, да се освети Ромејима што су помагали његовог противкандидата. Пун младићке нестрпљивости, он већ 8. јуна исте године опседа Цариград. Током ове опсаде, Турци су, пролећа 1423. године, провалили у Мореју и целу је опустошили, а уништили су и бедем Хексамилеон, који је Јованов отац цар Манојло II обновио уз велики труд. Цар - савладар Јован VIII је тражио помоћ на све стране нудио је чак и унију папи. Одазваше му се, ипак, само Млечани, који су 14. септембра 1423. године, преузели Солун, који им се сам понудио. Пад Цариграда, ипак, нису спречили Млечани, него побуна султановог најмлађег брата Мустафе. Ова одбрана престонице била је уједно и последња. Султан Мурат II је натерао цара - савладара Јована VIII да под скупу цену харачке обавезе моли и, 1424. године, добије мир.

## Цар

### Долазак на престо
Друштвено и телесно сломљен, остарели цар Манојло II Палеолог умире 21. јула 1425. године, као монах Матија. Сада нови василеус и аутократор Ромеја постаде цар Јован VIII. Преосталим су деловима Византијског царства на Мраморном мору и Пелопонезу управљала његова браћа као аутономни владари. Раскомадано и ослабљено Царство било је привредно и финансијски потпуно уништено. Већ су се за време владавине цара Манојла II златници ковали веома ретко, а за време владавине цара Јована VIII византијско ковање златника потпуно замире и фактички се прелази на сребрну валуту. Једина светла тачка у византијском развоју остаје Мореја, коју су делила три царева брата: деспот Теодор II, деспот Константин и деспот Тома. Ова деспотовина је и поред страшног турског упада 1423. године односила победе над суседним латинским државицама.

### Деспотовина Мореја
Латински гроф Карло Токо одлучио је попустити и склопио је споразум са царем Јованом VIII, за чијег је брата деспота Константина, удао своју нећаку. После његове погибије у боју са Ромејима, 1427. године, деспот Константин је, пошто је, тим браком, имао право на Карлову територију, 1428. године, добио његове територије на Мореји.
Затим је деспот Константин 1430. године, након дуже опсаде ушао у Патрас и две године касније је латинска Кнежевина Ахаја престала да постоји. Уз изузетак млетачких колонија Корона и Модона на југозападу и Науплије и Аргоса на Истоку, цели Пелопонез је био под влашћу Ромеја. Тако се завршила борба Ромеја и Франака, која је трајала још од времена цара Михајла VIII Палеолога. За ову победу најзаслужнији је био царев брат деспот Константин. Супротност између клонулог византијског средишта и експанзионистичке јужне провинције сада је дошла до изражаја још јаче него за време владавине Јовановог претходника.

### Турска освајања
Турски султан Мурат II (1421-1451) започео је напад на Византију.
Он опседа Солун, пошто је био незадовољан што је градом, од лета 1423. године, владао Јованов млађи брат, деспот Андроник, под врховном влашћу Млетачке републике. У граду је због опсаде избила глад, па је деспот Андроник морао плаћати 100 000 аспри годишње. Деспот Андроник је покушао преговорима да спаси град, али данак је подигнут на 150 000, а касније на 300 000 аспри. Ово преговарање и цењкање је било узалудно, јер се 29. марта 1430. године, султан Мурат II појавио пред градом са помоћним одредима српског деспотовића Гргура Бранковића и после краће борбе, освојио је град. С падом Солуна у турске руке је пао силан плен. Нарочито је било много робља, које се продавало по врло ниским ценама. Тако је, на пример, продато 14 калуђера за 100 златних флорина. С одобрењем Турака деспот Ђурађ Бранковић је откупио много робље, које је добрим делом долазило у Србију и налазило заштите код деспотице Ирине и њеног брата Томе Кантакузина. У српским редовима није било радо гледано то окупљање Грка на српском двору и јачање њиховог утицаја. Али, Србија је постала природан збег интелектуалних радника из пропалих хришћанских држава, и њен двор, као и двор влашких господара, био је врло дарежљив према бегунцима из Бугарске, Грчке и Албаније.
После узимања Солуна почело је турско освајање Епира и Албаније. Једна султанова војска, коју је водио Иса-бег, а у којој се налазио и српски деспотовић Гргур, напала је Албанију. Турци су четири града порушили, а у два су увели своје посаде; кнеза Јована I Кастариота, господара Албаније, оставили су као свог вазала. Вероватно по жељи српског деспотовића Гргура Бранковића упали су Турци и на млетачко подручје, ударајући, нарочито, за казну, на област војводе Гојчина Црнојевића и Тануша Дукађина и пленећи све до Скадра. У Дању је остављен Турчин као заповедник града. Један дубровачки извештај од 3. јуна 1430. године, казује, да се Гргур после тога вратио у Србију награђен "довољно" од султана Мурата II.
Деспотовина Мореја је већ била опљачкана (1423. године);  султан Мурат II лично је водио походе у Босну и Албанију, а влашком војводи наметнуо је данак. Грчко царство, на издисају, обухватало је осим Цариграда и оближњег предела до Деркона и Силимврије (Силиври) само још неколико области расутих по приморју, Анхијал, Месимврију, Атос и Пелопонез који, скоро потпуно повраћен од Латина, постаде тада нека врста средишта грчке народности, али и то је све касније изгубљено.
Цариград, неосвојива тврђава, једини остаде и изгледало је да он сам за себе сачињава цело царство.

### Односи са Србијом
Са Србијом цар Јован VIII је одржавао срдачне односе. Спајала их је не само заједничка судбина према Турцима, него и родбинске везе. Сматрајући чин деспота као признање византијског двора, које мора бити нарочито наглашено и према његовој личности, српски деспот Ђурађ је водио преговоре о томе у Цариграду. У зиму 1434/5. донео му је посебан изасланик цара Јована VIII, Ђорђе Филантропин, знаке и признање деспотског достојанства. У старије време цариградски двор могао би из овог акта изводити далекосежније закључке; у ово доба и он је сам био свестан да то не иде даље од љубазности два угрожена двора, који су тражили више узајамног додира.
У односу према Византији, с којом је имао и породичних и привредних веза, деспот Ђурађ Бранковић се трудио да буде не само исправан него и прави пријатељ. Цариградски бедеми носе на два места јасне помене о том, да је деспот Ђурађ својим средствима помагао обнављање цариградског зида, да би га оспособио за одбрану. Радио је то управо у оно време, кад је одбијао да учествује у мађарском походу, 1447/8. године. Стојан Новаковић је дао тачно објашњење за ту политику.
Не могавши наћи коначно спасење српске државе у савезима преко Дунава, који су у самом зачетку гризле свакојаке политичке болести, седи се деспот бацио на последњи бедем источног хришћанства. И он је помагао да се тај бедем утврђује без сумње не што је мислио да се може одбранити, него што је видео да је ту био почетак и да ће ту бити свршетак велике балканске драме.

### Верска политика
Причало се да је на самрти стари цар Манојло II упозорио сина да се не завара идејом о унији; договор између Ромеја и Латина није могућ, а унионистичким ће се настојањима још продубити раскол, али колико год је био снажан свеопшти византијски отпор према унији, у Цариграду је увек било утицајних кругова који су јој били склони и који су у тешким тренуцима видели спас у зближавању с Римом; на чело тих људи сада је стао цар Јован VIII. Већ након опсаде Цариграда 1422. године, он је као престолонаследник отпутовао на западне дворове у потрази за помоћи, а од 1431. године текли су преговори који су за циљ имали склапање уније.
Дана 24. новембра 1437. године, византијски цар Јован VIII, морејски деспот Димитрије и патријарх Јосиф II, због турског притиска, предузели су очајнички корак; отишли су са великом пратњом сачињеном од неколико митрополита и бројних епископа и игумана у Италију, да преговарају с папом о црквеној унији и да, у исто време, траже и помоћ западних хришћана за борбу против Турака. Цар Јован VIII је у Цариграду као намесника поставио брата деспота Константина, чиме се завршио сукоб између браће у Мореји.
Стигли су у италијански град Ферару у пролеће 1438. године, где су 9. априла почели преговори. На тим преговорима, прво у Ферари, а касније у Фиренци, увек је изнова долазило да жестоких расправа. Огорчен отпор према Латинима и унији пружао је митрополит Ефеса, Марко. Ти преговори отегли су се, због антипапског Базелског сабора, више од годину дана и довели су 6. јула 1439. године, до свечаног проглашења спајања источне и западне цркве у фирентинској катедрали, где је кардинал Јулијан Ћезарини прогласио унију на латинском, а архиепископ Никеје, Весарион на грчком језику. Сам цар Јован VIII потписао је са папом Евгенијем IV на црквеном сабору у Фиренци уговор који учини крај шизми.
Као цар Михаило VIII, и цар Јован VIII се суочио са упорном непомирљивошћу православног свештенства и народа који су били убеђени да су, упркос свим обећањима, Латини тежили "уништењу грчке државе, племена и имена". Цар Јован VIII је те године обилазио Италију, Француску, Енглеску да моли за помоћ и постигао само љубазан пријем и лепа обећања.
Цар Јован VIII се овим надао да ће му папа помоћи у одбрани Византије од турског завојевача и обновити је, а патријарх Јосиф II је тиме признао првенство папе. Додуше реченица о папином првенству била је изложена врло неодређено, а Ромејима је допуштено и да задрже свој црквени обред, али се у свим спорним тачкама одлучило у папину корист.
Чинило се да је идеја уније однела још већу победу него у данима Лионског сабора, будући да се овај пут цар лично појавио пред већем, а с њиме су папино првенство признали и највиши представници Византијске цркве, али заправо, фирентанским закључцима још није било ништа постигнуто. Обистинила су се предвиђања да ће закључци уније само допринети продубљењу раскола. Византијски се народ са фанатичном страшћу супротставио договорима из Фераре и Фиренце, и док су сва наговарања присталица уније остала без учинка, ватрене проповеди епископа Марка Ефеског свуда су наилазиле на снажан одјек. Показало се да фирентанска унија има чак и мање присталица од Лионске; с једне стране зато што је родоначелник династије Палеолога знао много снажније од цара Јована VIII наметнути своју вољу Ромејима, а с друге стране зато што је унија 1274. године, чији је задатак био заштита Византије од латинских освајачких тежњи, резултирала је стварним политичким добитком, док је унија из 1439. године, која је требало да Византију спасе од Турака, такав резултат није могла ни имати.
Уместо да доведе помоћ против спољашњег непријатеља, унија је гурнула Византију у унутрашње борбе, посејала је непријатељство и међусобну мржњу међу византијским становништвом и одузела Византијском царству и последњи остатак угледа који је имало са оне стране граница, у словенским земљама. Велика Московска кнежевина, која је била далеко од кризе у којој се налазила Византија, а сами су је Византинци одгојили у мржњи према Риму, велики кнез Василије II у деловању цариградског патријарха Јосифа II и цара Јован VIII виде велику издају. Велики кнез Василије II је потом свргао Ромеја Исидора, руског митрополита, због тога што је био истакнути заступник унионистичке странке, након његовог повратка из Фиренце и бацио га у тамницу. Од тад је Москва сама бирала митрополите. Окренула се од отпадничке Византије, која је издајом праве вере проиграла право на вођство у православном свету. Тако је Русија изгубљена, а у самој је Византији изазван огорчени раздор, док се у Риму није добило такорећи ништа. Очекиван крсташки рат није још задуго сазван, а унија није била прихваћена у Цариграду, па су Католичка и Православна црква и даље стајале једна насупрот другој, и док се византијски народ непоколебљиво држао своје вере, најзначајнији су борци за унију, конзервативно потпуно прешли на страну Рима, а вође Византијске унионистичке странке, учени митрополити Весарион и Исидор, који је побегао из тамнице, побегли су код папе и постали су чак и кардинали католичке цркве. Иако није постигнут никакав позитиван политички учинак, преговори у Ферари и Фиренци изазвали су гнев султана Мурата II, па га је цар Јован VIII сада морао умиривати покушавајући да га увери да су ти преговори били искључиво религијске природе, ипак стварне потешкоће за османску власт наступиле су са друге стране.

### Крсташки ратови против Османлија

#### Пред крсташки рат
Војвода Јанош Хуњади, или у српским народним песмама познатији као Сибињанин Јанко, био је влашког порекла, син једног племића Војка, коме је краљ Сигисмунд 1409. године, поклонио град Хуњад. Млади Јанко служио је једно време у војсци српског деспота Стефана, па је после смрти деспота Стефана Лазаревића ступио у службу угарског краља Сигисмунду Луксембуршког. Био је по природи војник. Њему се уписује у заслугу да је знатно разрадио војничку организацију Угарске, коју је краљ Сигисмунд изводио последњих година свога живота. Њега је 1441. године, поставио угарски краљ Владислав III за заповедника јужне границе са седиштем у Београду. Чим је ступио на своју нову дужност војвода Јанош је постао активан. Већ у јесен 1441. године, извршио је он један залет дубоко у Србију и потукао је војску намесника Иса-бега, која је хтела да му пресече пут и отме плен. Да би могли пратити кретања Мађара око Београда подигли су Турци 1442. године, на Авали град, (Жрнов) са кога се имао широк преглед целе области све до Дунава.
Од те године почеше се све чешће и са више страна дизати гласови, да је потребно образовати једну велику хришћанску лигу против Турака. Нарочито су били активни витезови Јовановци с Родоса, угрожавани од Муслимана из Египта. Они су позивали у помоћ папу Евгенија IV и западне силе молећи их да не дозволе пропаст хришћана. У том смислу изјашњавала се и Дубровачка република, предлажући не само заједничку одбрану, него и заједнички напад, и то и са копна и са мора. Помоћ је стално тражио и цар Јован VIII. Услед грађанског рата, који је настао због династичких сплетака, Цариград се у пролеће 1442. године, налазио у озбиљној опасности. Папа Евгеније IV је сматрао за своју дужност да помогне пријатеље, који му недавно беху признали врховну духовну власт. И прегао је са свим својим ауторитетом, да се хришћански савез оствари. Одличног помагача нашао је у речитом и одушевљеном кардиналу Јулијану Ћезаринију. Овај енергични човек успео је, да током 1442. године, потпуно помири све противнике у Мађарској и да тамо распламти ратнички дух.
Да кардинал Ћезарини постигне потпун успех допринели су и сами Турци. Једна њихова војска беше продрла преко влашке у Ердељ, али је војвода Хуњади у марту 1442. године, пресрео и сасвим разбио. Другу победу однео је војвода Јанош у септембру на Јалосиници, у Влашкој, победивши самог румелијског беглергеба Шехабедина, који је водио 80.000 војника. Те две победе силно дигоше дух код Мађара. Војвода Хуњади постаде прослављен витез и нада хришћанства. Наше народне песме славе га скоро као српског јунака. Сви људи од акције стекли су уверење, да ове турске поразе треба искористити до краја и проширити успехе. Сам султан Мурат II, изненађен првим поразом и заузет борбом с Караманским емиратом у Малој Азији, пожури да склопи мир. Већ у јулу налазио се његов посланик у Будиму. Али без успеха. Деспот Ђурађ својим личним утицајем и новцем, кардинал Ћезарини и војвода Хуњади са ратничком странком превагнули су за рат. Они су хтели безуслован наставак рата, сматрајући султанову понуду као знак слабости. Папа Евгеније IV објавио је 28. јула опрост грехова свима, који буду штогод допринели за рат против Турака. После мађарске победе у Влашкој упути папа Евгеније IV о новој години 1443. године, нову булу саопштавајући, да за победу хришћанске ствари жртвује петину својих прихода. Крајем фебруара 1443. године, мађарски сабор у Будиму донесе одлуку, да се почне велика офанзива, коју ће водити сам краљ Владислав III. Кад маја месеца стигоше гласови о турским поразима у Малој Азији и кад се чак пронела вест, да је султан Мурат II, поражен, умро на неком острву, ствар осетно крену на боље. Војвода Хуњади је постао толики оптимиста, да је у једном писму деспоту Ђурђу Бранковићу изрицао наду, како Турци, уплашени гласовима да на њих иде војска од 30.000 коњаника, неће смети ни да сачекају хришћане, него ће, остављајући градове и сва добра, нагнути преко мора. "Турска држава никад није била тако стешњена и очајна као што је сад", казивало је то писмо с пуно уверења.

#### Дуга војна
Крајем јуна 1443. године, издате су прве наредбе, да се хришћанска војска упућује према Београду, а сам краљ Владислав III Јагелон кренуо је на југ месеца септембра. С њим су ишли деспот Ђурађ Бранковић и војвода Јанош Хуњади. За деспота Ђурђа се прича, да није жалио средстава да би само скупио што већу и што бољу војску. Број ратника ценио се на 25.000 коњаника и стрелаца. Хришћанима се прикључи и влашки војвода Влад II Дракул, који се беше одметнуо од султана Мурата II. Крајем септембра или почетком октобра прешла је хришћанска војска Дунав код Београда и ставила се под вођство искусног деспота Ђурђа Бранковића. Уз деспота Ђурђа је било око 8.000 српских бораца, а придружио му се и сребренички војвода Петар Ковачевић са 600 коњаника. Напредовање је, са великим одушевљењем, ишло веома брзо. Хришћанска претходница од 12.000 коњаника, коју је водио војвода Хуњади, поразила је 3. новембра румелијског беглербега у пољу испред Ниша, омевши му ту концентрацију војске. Овај пораз силно је збунио Турке и на бојном пољу и у залеђини. Они задуго после тога нису били способни за већи отпор. Почетком децембра Софија је без отпора пала у хришћанске руке, а продирање се наставило и даље. Хришћанска војска сада упаде у Тракију, тамо је, међутим, турски отпор постао снажнији. Пред добро утврђеним кланцима Средње Горе морало се стати, јер су Турци код Златице спремили снажан отпор. А. Иширков мисли, да је до хришћанско-турског сукоба дошло пред Момином Клисуром, преко које су хришћани мислили да заобиђу јаке турске положаје у Трајановим Вратима. Због зиме, која је настала, и незгодног снабдевања, и овог отпора хришћани су прекинули даљу офанзиву и почели повлачење. Турци су покушали да хришћанима при одступању задају што више удараца, али су код Мелштице и Куновице, првих дана 1444. године, претрпели поново тешке поразе. Нарочито је овај други био осетан. Турци су га приписивали издаји тесалског заповедника Турхан-паше, за којег се сумњало да сарађује са деспотом Ђурђем Бранковићем.
Између савезника избиле су поводом повлачења велике несугласице. Деспот Ђурађ је био против повлачења, нарочито ако буде узео бржи темпо. Бојао се, да се тим не изгубе и моралне и територијалне тековине рата и да се не да Турцима могућности, да се боље припреме за борбе на том истом подручју. Он се сав залагао, да војска преко зиме остане бар у Србији. Одатле, пошто је свршила половину великог посла, она на пролеће може наставити са акцијом, пошто се не мора све почињати изнова. Он се обавезивао, да ће се сам бринути за снабдевање војске, а нудио је и 100.000 дуката новчане потпоре. Хтео је да на сваки начин задржи тек ослобођену Србију. Али Мађари, изморени и истрошени, и са духом кондотјера, који су после свршеног посла хтели одмора, нису никако пристајали на то. Они похиташе да се врате у Мађарску. Крајем јануара 1444. године, цела војска, с краљем Владиславом III и деспотом Ђурђем Бранковићем, скупила се у Београду и око њега и одмах прелазила даље.
Хришћанска победа изазвала је многе наде код балканских народа. Неки од њих подигоше се на оружје. Новобрђани дигоше устанак, али били су брзо савладани. Нешто више успеха постиже, у Албанији, смели Скендер-бег (кнез Ђурађ Кастариот). У њему, рано потурченом, било се већ раније пробудило старо верско, а донекле и народно осећање. Оставивши Турке и ислам он се вратио у своје албанске планине. Сада, на глас о победи хришћана, он заузима Кроју и поче огорчену, и углавном успешну, борбу против Турака. Скендер-бегови успеси су изазвали чуђење у хришћанском свету. Брат византијског цара, деспот Константин Драгаш, предавши намесништво у Цариграду брату деспоту Теодору II, поче ослобађање Мореје, а у исто време изби устанак и у Тесалији. Изгледало је једно време, да је цео Балкан устао против Турака и да неће требати много, па да се европска Турска потпуно потпали. Али је основни предуслов за то био тај, да се почетак акција развија с планом, у дугом даху, а да не добија карактер импровизоване експедиције, која поред свих привремених успеха, није могла изменити општи положај.
Деспот Константин је, убрзо потом, освојио већи део Мореје са средиштем у Мистри. Његово право дело било је поновна изградња Хексамилонског зида на Истму, који су Турци разорили 1423. године. Цар Јован VIII се 1443. године пробио у средњу Грчку и освојио Атину и Тебу. Кнез Атине, Нерио II Ачијоли, који је до тад Турцима плаћао данак, морао је признати врховну власт деспота Мистре и плаћати му данак.

#### Наставак рата
У априлу 1444. године, донешена је на будимском сабору одлука, да се настави борба против Турака, и то са копненим снагама и са флотом. И заиста, 22. јуна кренула је из Венеције флота од 16 галија, 8 папских и 8 Републичких, а две недеље касније пошла је за њима и армада бургундског војводе. Та је флота имала задатак, да једним делом спречава прелазак турске војске из Мале Азије у Европу, а другим да на Дунаву помаже прелазак савезника на турско подручје. Уз савезничке лађе имала се придружити и византијска флота. Ипак још истог месеца стигли су угарски посланици у Једрене, где су склопили мир са султаном Муратом II на десет година. Тим миром султан Мурат II је вратио независност Србији и Влашка је ослобођена плаћања данка Турцима. Након што се заклео на поштовање мира, султан Мурат II се окренуо рату у Малој Азији.
Крајем јула мир је потписан у Сегедину. Иако је мир био користан за хришћане међу самим њима је дошло до разочарења, а посебно у римској курији, која је била задивљена новим успесима, па је послала млетачку флоту, пошто је мислила да се Турци могу лако протерати из Европе. Кардинал Јулијан Цезарини је неодлучног и младог угарског краља Владислава III Јагелона ослободио положене заклетве и већ је у септембру хришћанска војска поново кренула у напад. Међутим, њене су се снаге знатно истопиле, а пре свега су јој недостајале српске трупе, будући да је српски деспот Ђурађ Бранковић, задовољан споразумом потпуно се искључио из подухвата. Уздајући се у подршку млетачке флоте, војска је кренула према Црном мору
Војска је 20. септембра 1444. године, стигла у Оршаву и ту почела прелазити Дунав. Кроз Србију се није ишло. Због деспотовог држања, а и зато што је изгледало, да је преко Бугарске непосреднији пут за Цариград. Хришћанска војска, већином коњица, бројала је 16.000 људи, којој се придружило 4.000 Влаха. Након исцрпљујућег октобарског марша, војска је почетком новембра избила на Црноморску обалу. Међутим, млетачка флота, којој су се придружиле и две дубровачке галије, није успела спречити прилив Турских трупа из Мале Азије.
У околини Варне је дошло до одлучне битке 10. новембра. Са бројном надмоћношћу Турци, под вођством султана Мурата II, су страховито поразили хришћане, после дуге и променљиве борбе. Погибоше угарски краљ Владислав III и многи угледни мађарски великаши, међу којима и Кардинал Цезарини, стварни зачетник крсташкога рата. Спасао се највећи угарски војсковођа војвода Јанош Хуњади са малим бројем војника. Сада пропаде последњи покушај који су хришћански народи предузели на Истоку, а пораз је био тежи него онај код Никопоља 48 година раније, а обесхрабрење хришћана је било потпуније него у оно време.

#### Последице и Косовски крсташки рат
Понесен победом султан Мурат II је љуто казнио све оне, који му се беху замерили. Уплашене јадранске републике, Млеци и Дубровник, похиташе да оправдају своје учешће бацајући сву кривицу на папску курију. Деспот Ђурађ остао је поштеђен. Шта више, имао је и извесног утицаја на турском двору. Дубровчани, на пример, захваљују само њему што је султан Мурат II 1447. године, склопио с њима мир.
Јадни цар Јован VIII морао је сачекати победника са честиткама и почасним даровима. Деспот Константин је, међутим, наставио своје освајачке походе у Грчкој. Он је поново освануо у Беотији и проширио своју власт на Фокеју и осталу Грчку све до Пинда. Чинило се да у последњем тренутку на древном хеленском тлу израста нова Грчка као наследница Византије, али је смелог деспота Константина убрзо је стигла освета победника код Варне. Султан Мурат II је 1446. године с великом војском упао у Грчку и убрзо покорио земље средње Грчке. Византијски му се деспот Константин Палеолог успео супротставити тек на Хексамилионском зиду, али турска топовска ватра разорила је и ту препреку: 10. децембра 1446. године, Хексамилион је освојен, а битка је одлучена. Турци су у овом походу опустошили византијске градове и села те одвели са собом 60 000 заробљеника. Деспоту Константину Палеологу Драгашу је ипак загарантован мир у замену за обавезе плаћања данка, будући да је султан Мурат II морао ратовати против Скендер-бега и војводе Јаноша Хуњадија.
Почетком септембра 1448. године, прешао је војвода Хуњади, у нов крсташки рат против Турака, с војском од 70.000 људи у Србију и позвао деспота Ђурђа Бранковића да му се придружи. Деспот Ђурађ му је, преко свог "ризничког челника", то јест. министра финансија, Дубровчанина Паскоја Соркочевића, објашњавао своје уздржавање. Хуњадијева војска била је, заиста, велика и снажна, с већим делом коњице, али је деспот Ђурађ Бранковић ипак сумњао, јер је и турска снага била импозантна. Сем тога, он се од целог тог похода није надао некој већој непосредној користи за Србију. Ослобођење од турског притиска водило би га у све већу зависност од Мађара, који су, исто тако, били непоуздани пријатељи. Држање краља Стефана Томаша Котроманића не би могло бити онако према деспоту Ђурђу и Србији, да су Мађари хтели показати како не желе сукоба и слабљења својих пријатеља на изложеним местима. Од похода на Варну односи између деспота Ђурђа Бранковића и Мађара били су уопште осетно охладнели. Деспот Ђурађ Бранковић је овог пута отишао чак тако далеко, да је преко Соркочевића обавестио султана Мурата II и о преласку мађарске војске и о њеној снази. Султан Мурат II, који се у то време налазио под Кројом у Албанији, напустио је одмах опсаду тог града и пошао у сусрет Мађарима.
Љут што није придобио деспота Ђурђа за савез војвода Јанош Хуњади је пустио својој војсци, да се понаша у Србији као у непријатељској земљи. Огромна војска, са 2.000 кола, имала је великих потреба и њен пролазак, да су односи били и срдачнији, не би био изведен без сукоба и терета за становништво. Мађарска војска је прошла кроз Крушевац, одатле кроз Јанкову Клисуру (која отад и носи то име) и Топлицу на Косово. Кад је 17. октобра војвода Хуњади избио на Косово затекао је турску војску, још већу и боље опремљену, под заповедништвом самог султана Мурата II. Турци су једним делом заобишли хришћане и ударили им с леђа. У најодлучнији час битке прешао је влашки војвода Дан са 8.000 својих Влаха из мађарске у турску војску. Та издаја пренела се, после, у народном предању, на прву косовску битку између Срба и Турака. У страховитој борби, која је трајала три дана, Мађари су били потпуно потучени. Изгубили су 17.000 војника. Међу погинулима налазио се и Хуњадијев сестрић, Јањош Секељ, у српским народним песмама познат као Бановић Секула, хрватско-далматински бан Фрањо Таловац, и многи други. Помен о тој погибији сачувале су многе народне песме, а нарочито далматинске бугарштице, а у српском народу се и до данас одржала узречица:
Страдао као Јанко на Косову.

## Смрт
Цар Јован VIII је 31. октобра 1448. године умро без потомства, а будући да му је недуго пре тога умро брат деспот Теодор II, на царском га је престолу наследио одважни деспот Константин Драгаш, који је тај назив добио по својој мајци царици Јелени Драгаш из српске властеоске породице Драгаша у источној Македонији. Константин се 6. јануара крунисао за цара у Мореји, а два месеца касније ушао је у престоницу. Владавину Морејом делили су његова браћа деспот Тома и деспот Димитрије.
На жалост, у Византији, није било слоге међу царским сродницима; у властољубљу и грабљивости поједини чланови династије увлачили су Турке у своје међусобице и припремали им, већ и иначе доста прокрчени, пут до цариградских бедема. Цару Констанитну XI није било тешко да предвиди опасност која се спремала.

## Породично стабло
| \| \| \| \| \| \| \| \| \| \| \| \| \| \| 16. Михајло IX Палеолог \| \| \| \| \| \| \| \| \| \| \| \| \| \| \| \| \| \| \| \| \| \| \| \| \| \| \| \| \| \| \| \| \| \| \| \| \| \| \| \| \| \| \| \| \| \| \| \| \| \| \| \| \| \| \| \| \| \| \| \| 8. Андроник III Палеолог \| \| \| \| \| \| \| \| \| \| \| \| \| \| \| \| \| \| \| \| \| \| \| \| \| \| \| \| \| \| \| \| \| \| \| \| \| \| \| \| \| \| \| \| \| \| \| \| \| \| \| \| \| \| \| \| \| \| \| \| \| \| \| \| \| \| \| \| \| \| \| \| 17. Рита од Јерменије \| \| \| \| \| \| \| \| \| \| \| \| \| \| \| \| \| \| \| \| \| \| \| \| \| \| \| \| \| \| \| \| \| \| \| \| \| \| \| \| \| \| \| \| \| \| \| \| \| \| \| \| \| \| \| \| \| \| \| \| \| \| \| \| \| \| \| \| \| \| \| \| 4. Јован V Палеолог \| \| \| \| \| \| \| \| \| \| \| \| \| \| \| \| \| \| \| \| \| \| \| \| \| \| \| \| \| \| \| \| \| \| \| \| \| \| \| \| \| \| \| \| \| \| \| \| \| \| \| \| \| \| \| \| \| \| \| \| \| \| \| \| \| \| \| \| \| \| \| \| 18. Амедео V од Савоје \| \| \| \| \| \| \| \| \| \| \| \| \| \| \| \| \| \| \| \| \| \| \| \| \| \| \| \| \| \| \| \| \| \| \| \| \| \| \| \| \| \| \| \| \| \| \| \| \| \| \| \| \| \| \| \| \| \| \| \| \| \| \| \| \| \| \| \| \| \| \| \| 9. Ана Савојска \| \| \| \| \| \| \| \| \| \| \| \| \| \| \| \| \| \| \| \| \| \| \| \| \| \| \| \| \| \| \| \| \| \| \| \| \| \| \| \| \| \| \| \| \| \| \| \| \| \| \| \| \| \| \| \| \| \| \| \| \| \| \| \| \| \| \| \| \| \| \| \| 19. Марија од Брабанта \| \| \| \| \| \| \| \| \| \| \| \| \| \| \| \| \| \| \| \| \| \| \| \| \| \| \| \| \| \| \| \| \| \| \| \| \| \| \| \| \| \| \| \| \| \| \| \| \| \| \| \| \| \| \| \| \| \| \| \| \| \| \| \| \| \| \| \| \| \| \| \| 2. Манојло II Палеолог \| \| \| \| \| \| \| \| \| \| \| \| \| \| \| \| \| \| \| \| \| \| \| \| \| \| \| \| \| \| \| \| \| \| \| \| \| \| \| \| \| \| \| \| \| \| \| \| \| \| \| \| \| \| \| \| \| \| \| \| \| \| \| \| \| \| \| \| \| \| \| \| 20. Михајло Кантакузин \| \| \| \| \| \| \| \| \| \| \| \| \| \| \| \| \| \| \| \| \| \| \| \| \| \| \| \| \| \| \| \| \| \| \| \| \| \| \| \| \| \| \| \| \| \| \| \| \| \| \| \| \| \| \| \| \| \| \| \| \| \| \| \| \| \| \| \| \| \| \| \| 10. Јован VI Кантакузин \| \| \| \| \| \| \| \| \| \| \| \| \| \| \| \| \| \| \| \| \| \| \| \| \| \| \| \| \| \| \| \| \| \| \| \| \| \| \| \| \| \| \| \| \| \| \| \| \| \| \| \| \| \| \| \| \| \| \| \| \| \| \| \| \| \| \| \| \| \| \| \| 21. Теодора Палеолог Анђел \| \| \| \| \| \| \| \| \| \| \| \| \| \| \| \| \| \| \| \| \| \| \| \| \| \| \| \| \| \| \| \| \| \| \| \| \| \| \| \| \| \| \| \| \| \| \| \| \| \| \| \| \| \| \| \| \| \| \| \| \| \| \| \| \| \| \| \| \| \| \| \| 5. Јелена Кантакузин \| \| \| \| \| \| \| \| \| \| \| \| \| \| \| \| \| \| \| \| \| \| \| \| \| \| \| \| \| \| \| \| \| \| \| \| \| \| \| \| \| \| \| \| \| \| \| \| \| \| \| \| \| \| \| \| \| \| \| \| \| \| \| \| \| \| \| \| \| \| \| \| 22. Андроник Асен \| \| \| \| \| \| \| \| \| \| \| \| \| \| \| \| \| \| \| \| \| \| \| \| \| \| \| \| \| \| \| \| \| \| \| \| \| \| \| \| \| \| \| \| \| \| \| \| \| \| \| \| \| \| \| \| \| \| \| \| \| \| \| \| \| \| \| \| \| \| \| \| 11. Ирина Асен \| \| \| \| \| \| \| \| \| \| \| \| \| \| \| \| \| \| \| \| \| \| \| \| \| \| \| \| \| \| \| \| \| \| \| \| \| \| \| \| \| \| \| \| \| \| \| \| \| \| \| \| \| \| \| \| \| \| \| \| \| \| \| \| \| \| \| \| \| \| \| \| 23. Tarchaneiotissa \| \| \| \| \| \| \| \| \| \| \| \| \| \| \| \| \| \| \| \| \| \| \| \| \| \| \| \| \| \| \| \| \| \| \| \| \| \| \| \| \| \| \| \| \| \| \| \| \| \| \| \| \| \| \| \| \| \| \| \| \| \| \| \| \| \| \| \| \| \| \| \| 1. Јован VIII Палеолог \| \| \| \| \| \| \| \| \| \| \| \| \| \| \| \| \| \| \| \| \| \| \| \| \| \| \| \| \| \| \| \| \| \| \| \| \| \| \| \| \| \| \| \| \| \| \| \| \| \| \| \| \| \| \| \| \| \| \| \| \| \| \| \| \| \| \| \| \| \| \| \| \| \| \| \| \| \| \| \| \| \| \| \| \| \| \| \| \| \| \| \| \| \| \| \| \| \| \| \| \| \| \| \| \| \| \| \| \| \| \| \| \| \| \| \| \| \| \| \| \| \| \| \| \| \| \| \| \| \| \| \| \| \| \| \| \| \| \| \| \| \| \| \| 12. Дејан \| \| \| \| \| \| \| \| \| \| \| \| \| \| \| \| \| \| \| \| \| \| \| \| \| \| \| \| \| \| \| \| \| \| \| \| \| \| \| \| \| \| \| \| \| \| \| \| \| \| \| \| \| \| \| \| \| \| \| \| \| \| \| \| \| \| \| \| \| \| \| \| \| \| \| \| \| \| \| \| \| \| \| \| \| \| \| \| \| \| \| \| \| \| \| \| \| \| \| \| \| \| \| \| \| \| \| \| \| \| \| \| \| \| \| \| \| \| \| \| \| \| \| \| \| \| \| \| \| \| \| \| \| \| \| \| \| \| \| \| \| \| \| \| 6. Константин Драгаш \| \| \| \| \| \| \| \| \| \| \| \| \| \| \| \| \| \| \| \| \| \| \| \| \| \| \| \| \| \| \| \| \| \| \| \| \| \| \| \| \| \| \| \| \| \| \| \| \| \| \| \| \| \| \| \| \| \| \| \| \| \| \| \| \| \| \| \| \| \| \| \| 26. Стефан Урош III Дечански \| \| \| \| \| \| \| \| \| \| \| \| \| \| \| \| \| \| \| \| \| \| \| \| \| \| \| \| \| \| \| \| \| \| \| \| \| \| \| \| \| \| \| \| \| \| \| \| \| \| \| \| \| \| \| \| \| \| \| \| \| \| \| \| \| \| \| \| \| \| \| \| 13. Теодора Немањић \| \| \| \| \| \| \| \| \| \| \| \| \| \| \| \| \| \| \| \| \| \| \| \| \| \| \| \| \| \| \| \| \| \| \| \| \| \| \| \| \| \| \| \| \| \| \| \| \| \| \| \| \| \| \| \| \| \| \| \| \| \| \| \| \| \| \| \| \| \| \| \| 27. Марија Палеолог \| \| \| \| \| \| \| \| \| \| \| \| \| \| \| \| \| \| \| \| \| \| \| \| \| \| \| \| \| \| \| \| \| \| \| \| \| \| \| \| \| \| \| \| \| \| \| \| \| \| \| \| \| \| \| \| \| \| \| \| \| \| \| \| \| \| \| \| \| \| \| \| 3. Јелена Драгаш \| \| \| \| \| \| \| \| \| \| \| \| \| \| \| \| \| \| \| \| \| \| \| \| \| \| \| \| \| \| \| \| \| \| \| \| \| \| \| \| \| \| \| \| \| \| \| \| \| \| \| \| |                              |  |  |  |  |  |  |  |  |  |  |  |                         |  |  |  |
| |                              |  |  |  |  |  |  |  |  |  |  |  | 16. Михајло IX Палеолог |  |  |  |
| |                              |  |  |  |  |  |  |  |  |  |  |  |                         |  |  |  |
| |                              |  |  |  |  |  |  |  |  |  |  |  |                         |  |  |  |
| |                              |  |  |  |  |  |  |  |  |  |  |  |                         |  |  |  |
| | 8. Андроник III Палеолог     |  |  |  |  |  |  |  |  |  |  |  |                         |  |  |  |
| |                              |  |  |  |  |  |  |  |  |  |  |  |                         |  |  |  |
| |                              |  |  |  |  |  |  |  |  |  |  |  |                         |  |  |  |
| |                              |  |  |  |  |  |  |  |  |  |  |  |                         |  |  |  |
| | 17. Рита од Јерменије        |  |  |  |  |  |  |  |  |  |  |  |                         |  |  |  |
| |                              |  |  |  |  |  |  |  |  |  |  |  |                         |  |  |  |
| |                              |  |  |  |  |  |  |  |  |  |  |  |                         |  |  |  |
| |                              |  |  |  |  |  |  |  |  |  |  |  |                         |  |  |  |
| | 4. Јован V Палеолог          |  |  |  |  |  |  |  |  |  |  |  |                         |  |  |  |
| |                              |  |  |  |  |  |  |  |  |  |  |  |                         |  |  |  |
| |                              |  |  |  |  |  |  |  |  |  |  |  |                         |  |  |  |
| |                              |  |  |  |  |  |  |  |  |  |  |  |                         |  |  |  |
| | 18. Амедео V од Савоје       |  |  |  |  |  |  |  |  |  |  |  |                         |  |  |  |
| |                              |  |  |  |  |  |  |  |  |  |  |  |                         |  |  |  |
| |                              |  |  |  |  |  |  |  |  |  |  |  |                         |  |  |  |
| |                              |  |  |  |  |  |  |  |  |  |  |  |                         |  |  |  |
| | 9. Ана Савојска              |  |  |  |  |  |  |  |  |  |  |  |                         |  |  |  |
| |                              |  |  |  |  |  |  |  |  |  |  |  |                         |  |  |  |
| |                              |  |  |  |  |  |  |  |  |  |  |  |                         |  |  |  |
| |                              |  |  |  |  |  |  |  |  |  |  |  |                         |  |  |  |
| | 19. Марија од Брабанта       |  |  |  |  |  |  |  |  |  |  |  |                         |  |  |  |
| |                              |  |  |  |  |  |  |  |  |  |  |  |                         |  |  |  |
| |                              |  |  |  |  |  |  |  |  |  |  |  |                         |  |  |  |
| |                              |  |  |  |  |  |  |  |  |  |  |  |                         |  |  |  |
| | 2. Манојло II Палеолог       |  |  |  |  |  |  |  |  |  |  |  |                         |  |  |  |
| |                              |  |  |  |  |  |  |  |  |  |  |  |                         |  |  |  |
| |                              |  |  |  |  |  |  |  |  |  |  |  |                         |  |  |  |
| |                              |  |  |  |  |  |  |  |  |  |  |  |                         |  |  |  |
| | 20. Михајло Кантакузин       |  |  |  |  |  |  |  |  |  |  |  |                         |  |  |  |
| |                              |  |  |  |  |  |  |  |  |  |  |  |                         |  |  |  |
| |                              |  |  |  |  |  |  |  |  |  |  |  |                         |  |  |  |
| |                              |  |  |  |  |  |  |  |  |  |  |  |                         |  |  |  |
| | 10. Јован VI Кантакузин      |  |  |  |  |  |  |  |  |  |  |  |                         |  |  |  |
| |                              |  |  |  |  |  |  |  |  |  |  |  |                         |  |  |  |
| |                              |  |  |  |  |  |  |  |  |  |  |  |                         |  |  |  |
| |                              |  |  |  |  |  |  |  |  |  |  |  |                         |  |  |  |
| | 21. Теодора Палеолог Анђел   |  |  |  |  |  |  |  |  |  |  |  |                         |  |  |  |
| |                              |  |  |  |  |  |  |  |  |  |  |  |                         |  |  |  |
| |                              |  |  |  |  |  |  |  |  |  |  |  |                         |  |  |  |
| |                              |  |  |  |  |  |  |  |  |  |  |  |                         |  |  |  |
| | 5. Јелена Кантакузин         |  |  |  |  |  |  |  |  |  |  |  |                         |  |  |  |
| |                              |  |  |  |  |  |  |  |  |  |  |  |                         |  |  |  |
| |                              |  |  |  |  |  |  |  |  |  |  |  |                         |  |  |  |
| |                              |  |  |  |  |  |  |  |  |  |  |  |                         |  |  |  |
| | 22. Андроник Асен            |  |  |  |  |  |  |  |  |  |  |  |                         |  |  |  |
| |                              |  |  |  |  |  |  |  |  |  |  |  |                         |  |  |  |
| |                              |  |  |  |  |  |  |  |  |  |  |  |                         |  |  |  |
| |                              |  |  |  |  |  |  |  |  |  |  |  |                         |  |  |  |
| | 11. Ирина Асен               |  |  |  |  |  |  |  |  |  |  |  |                         |  |  |  |
| |                              |  |  |  |  |  |  |  |  |  |  |  |                         |  |  |  |
| |                              |  |  |  |  |  |  |  |  |  |  |  |                         |  |  |  |
| |                              |  |  |  |  |  |  |  |  |  |  |  |                         |  |  |  |
| | 23. Tarchaneiotissa          |  |  |  |  |  |  |  |  |  |  |  |                         |  |  |  |
| |                              |  |  |  |  |  |  |  |  |  |  |  |                         |  |  |  |
| |                              |  |  |  |  |  |  |  |  |  |  |  |                         |  |  |  |
| |                              |  |  |  |  |  |  |  |  |  |  |  |                         |  |  |  |
| | 1. Јован VIII Палеолог       |  |  |  |  |  |  |  |  |  |  |  |                         |  |  |  |
| |                              |  |  |  |  |  |  |  |  |  |  |  |                         |  |  |  |
| |                              |  |  |  |  |  |  |  |  |  |  |  |                         |  |  |  |
| |                              |  |  |  |  |  |  |  |  |  |  |  |                         |  |  |  |
| |                              |  |  |  |  |  |  |  |  |  |  |  |                         |  |  |  |
| |                              |  |  |  |  |  |  |  |  |  |  |  |                         |  |  |  |
| |                              |  |  |  |  |  |  |  |  |  |  |  |                         |  |  |  |
| |                              |  |  |  |  |  |  |  |  |  |  |  |                         |  |  |  |
| | 12. Дејан                    |  |  |  |  |  |  |  |  |  |  |  |                         |  |  |  |
| |                              |  |  |  |  |  |  |  |  |  |  |  |                         |  |  |  |
| |                              |  |  |  |  |  |  |  |  |  |  |  |                         |  |  |  |
| |                              |  |  |  |  |  |  |  |  |  |  |  |                         |  |  |  |
| |                              |  |  |  |  |  |  |  |  |  |  |  |                         |  |  |  |
| |                              |  |  |  |  |  |  |  |  |  |  |  |                         |  |  |  |
| |                              |  |  |  |  |  |  |  |  |  |  |  |                         |  |  |  |
| |                              |  |  |  |  |  |  |  |  |  |  |  |                         |  |  |  |
| | 6. Константин Драгаш         |  |  |  |  |  |  |  |  |  |  |  |                         |  |  |  |
| |                              |  |  |  |  |  |  |  |  |  |  |  |                         |  |  |  |
| |                              |  |  |  |  |  |  |  |  |  |  |  |                         |  |  |  |
| |                              |  |  |  |  |  |  |  |  |  |  |  |                         |  |  |  |
| | 26. Стефан Урош III Дечански |  |  |  |  |  |  |  |  |  |  |  |                         |  |  |  |
| |                              |  |  |  |  |  |  |  |  |  |  |  |                         |  |  |  |
| |                              |  |  |  |  |  |  |  |  |  |  |  |                         |  |  |  |
| |                              |  |  |  |  |  |  |  |  |  |  |  |                         |  |  |  |
| | 13. Теодора Немањић          |  |  |  |  |  |  |  |  |  |  |  |                         |  |  |  |
| |                              |  |  |  |  |  |  |  |  |  |  |  |                         |  |  |  |
| |                              |  |  |  |  |  |  |  |  |  |  |  |                         |  |  |  |
| |                              |  |  |  |  |  |  |  |  |  |  |  |                         |  |  |  |
| | 27. Марија Палеолог          |  |  |  |  |  |  |  |  |  |  |  |                         |  |  |  |
| |                              |  |  |  |  |  |  |  |  |  |  |  |                         |  |  |  |
| |                              |  |  |  |  |  |  |  |  |  |  |  |                         |  |  |  |
| |                              |  |  |  |  |  |  |  |  |  |  |  |                         |  |  |  |
| | 3. Јелена Драгаш             |  |  |  |  |  |  |  |  |  |  |  |                         |  |  |  |
| |                              |  |  |  |  |  |  |  |  |  |  |  |                         |  |  |  |
| |                              |  |  |  |  |  |  |  |  |  |  |  |                         |  |  |  |